# Dixie Inn
Dixie Inn – wieś w Stanach Zjednoczonych, w stanie Luizjana, w parafii Webster.